# Цивилёва, Лидия Анатольевна
Лидия Анатольевна Цивилёва (17 февраля 1950, Сыктывкар, Коми АССР — 15 июля 2015, Сыктывкар, Республика Коми, Россия) — советская и российская актриса Академического театра драмы им. В. Савина.
Заслуженная артистка Российской Федерации (2001).

## Биография
Родилась 17 февраля 1950 года в городе Сыктывкар.
В 1971 году окончила коми студию актерского отделения ГИТИСа. С 1971 года — актриса Сыктывкарского театра им. Савина.
Преподавала сценическую речь в театральной студии республиканского училища искусств.
Скончалась 15 июля 2015 года в городе Сыктывкар.

## Театральные работы
- Дина («Валентин и Валентина» М. Рощина),
- Дадуна («Не беспокойся, мама» Н. Думбадзе),
- Катрин («Мамаша Кураж» Б. Брехта),
- Лена Харитонова («Мои Надежды» М. Шарова),
- Виктория («Провинциальные анекдоты» А. Вампилова),
- Эва («Две пригоршни мелочи» П. Мюллера),
- Настя («На дне» М. Горького),
- Наташа («Зачем живем» П. Шахов),
- Маша («Доброе утро» П. Шахов),
- Елена Николаевна («Человек остался один» И. Изъюрова),
- Сердитова («Сыновья» А. Ларева), Пекла («Именины Марфы» В. Безносикова),
- Мара («Доктор философии» Б. Нушича),
- Макеевна («Кадриль» В. Губкина),
- Миссис Туз («Всё в саду» Э. Олби), Солоха («Великолепная Солоха» В. Кушнира), Миссис Эрлин («Веер леди Уиндермир» О. Уайльда).

## Награды и звания
- Заслуженная артистка Коми АССР (1978).
- Народная артистка Коми АССР (1988).
- Заслуженная артистка России (2001).